# نيكي بانغر
نيكي بانغر (بالإنجليزية: Nicky Banger)‏ هو لاعب كرة قدم بريطاني في مركز الهجوم، ولد في 25 فبراير 1971 في ساوثهامبتون في المملكة المتحدة. لعب مع أكسفورد يونايتد وأولدهام أثلتيك وسكونثورب يونايتد ونادي بليموث أرجايل ونادي توركي يونايتد ونادي دندي ونادي ساوثهامبتون ونادي وكينغ.

## وصلات خارجية
- نيكي بانغر على موقع قاعدة بيانات كرة القدم.إي يو (الإنجليزية)
- نيكي بانغر على موقع Soccerbase.com (لاعب) (الإنجليزية)
- نيكي بانغر على موقع عالم كرة القدم.نت (الإنجليزية)